# Shadows Land
Shadows Land – polska grupa wykonująca muzykę z pogranicza black i death metalu. Powstała w 1995 roku w Stargardzie Szczecińskim. Założycielami byli Arkadiusz „Aro” Jabłoński i Dominik „Don” Piotrowski. W 1997 roku ukazało się pierwsze demo formacji zatytułowane Epitaph. Kaseta została nagrana w olsztyńskim Selani Studio we współpracy z producentem muzycznym Andrzejem Bombą. W 1999 roku grupa wydała drugie demo pt. Smell of Pain. Grupę opuszcza Dominik „Don” Piotrowski. Rok później nagrania z drugiego dema ukazały się na splicie z formacją Mess Age. Płyta została wydana przez firmę Demonic Records. Wkrótce potem grupę opuścili Tomasz Tymczyszyn i Buzzer, których zastąpili odpowiednio Jarosław „J.Nerexo” Jabłoński i Lexative.
25 lutego 2004 roku nakładem Empire Records ukazał się debiutancki album grupy pt. Ante Christum (Natum). Również w 2004 roku muzycy podpisali kontrakt z. francuską wytwórnią Osmose Productions. Nakładem firmy debiut Shadows Land ukazał się w Europie. 25 kwietnia 2006 roku ukazał się drugi album studyjny formacji zatytułowany Terminus Ante Quem. Nagrania zostały zarejestrowane w białostockim Hertz Studio. Oprawę graficzną wydawnictwa przygotowała niemiecka firma Killustrations znana ze współpracy z grupami Six Feet Under i Dew-Scented. W 2006 roku grupa odbyła europejską trasę koncertową poprzedzając Hate Eternal. Jako drugi gitarzysta z Shadows Land gościnnie zagrał Mariusz „Trufel” Domaradzki znany z występów w grupach Yattering i Masachist.

## Dyskografia
- Epitaph (1997, wydanie własne, demo)
- Smell of Pain (1999, wydanie własne, demo)
- Reborn / Smell of Pain (2000, Demonic Records, split z Mess Age)
- Ante Christum (Natum) (2004, Empire Records, Osmose Productions)
- Terminus Ante Quem (2006, Empire Records, Osmose Productions)